# پارک وی ناچز تریل
پارک وی ناچز تریل (همچنین به عنوان مسیر ناچز شناخته شده و بعضا تریس خوانده می‌شود) یک پارکوی پارکوی ملی در جنوب شرقی ایالات متحده که یادآور مسیر تاریخی ناچز تریس می‌باشد و بخش‌هایی از مسیر قدیمی را در خود دارد. مهم‌ترین ویژگی آن‌ یک جاده پارک وی است که به طول ۴۴۴ (۷۱۵ کیلومتر) مایل گسترده شده‌است که از نچیز در می‌سی‌سی‌پی شروع شده و تا نشویل در تنسی ادامه می‌یابد. دسترسی به پارک وی است محدود به بیش از پنجاه نقطه دسترسی در ایالت‌های میسیسیپی آلاباما و تنسی می‌باشد. انتهای جنوبی مسیر در نچیز در یک تقاطع با جاده لیبرتی و انتهای شمالی آن در که در شمال شرقی فرویو تنسی در حومه پاسکیو تنسی در تقاطع با جاده تنسی ۱۰۰ می‌باشد. علاوه بر نچیز و نشویل شهرهای بزرگ دیگری نیز در طول مسیر این جاده وجود دارند که شامل جکسون و توپلو, میسیسیپی و فلورانس، در آلاباما می‌باشند.
این جاده ال امریکن رود توسط  سازمان پارک های ملی ایالات متحده نگهداری می‌شود تا یادآور مسیر اصلی نچز تریس باشد.

## تعمیر و نگهداری
امروزه این جاده توسط خدمات پارک های ملی به عنوان یک اُل امریکن روود شناخته شده و ترافیک تجاری از آن ممنوع است. در طول کل مسیر جاده سرعت مجاز ۵۰ مایل بر ساعت (۸۰ کیلومتر بر ساعت) به جز شمال لایپر فورک در تنسی و ریجلند در می سی سی پی که در آن محدودیت سرعت به ۴۰ مایل بر ساعت (۶۴ کیلومتر بر ساعت) کاسته شده است. مساحت کل پارک وی است ۵۱٬۷۴۶٫۵۰ جریب فرنگی (۲۰۹٫۴ کیلومتر مربع) است که که ۵۱٬۶۸۰٫۶۴ جریب فرنگی (۲۰۹٫۱ کیلومتر مربع)آن فدرال و ۶۵٫۸۶ جریب فرنگی (۰٫۳ کیلومتر مربع) غیر فدرال.

## نگارخانه

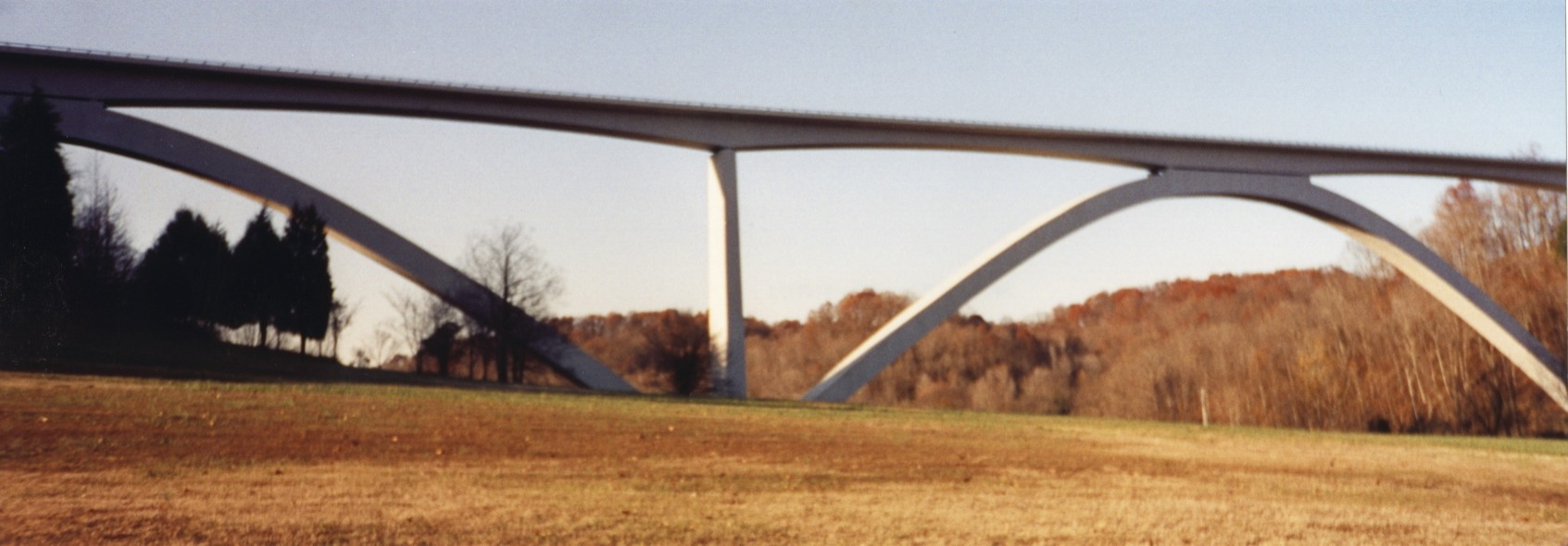
پل دابل آرچ، نچز تریس پارک وی بر روی SR 96 در تنسی
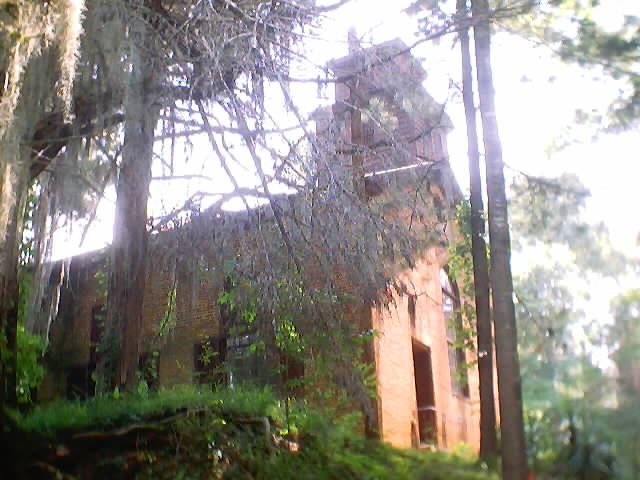
کلیسای متدیست راکی اسپرینگز
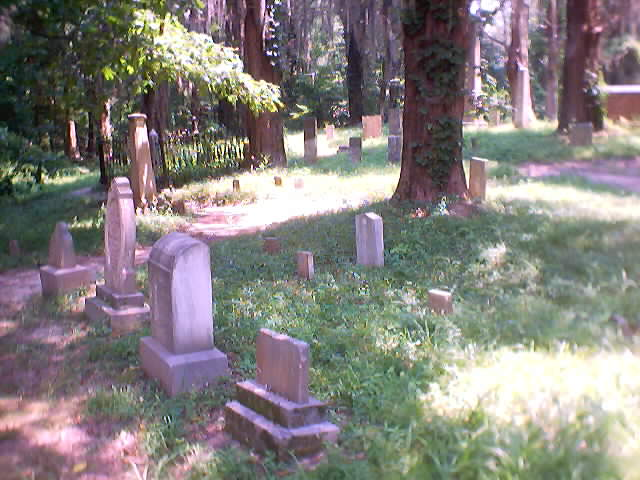
گورستان راکی اسپرینگز
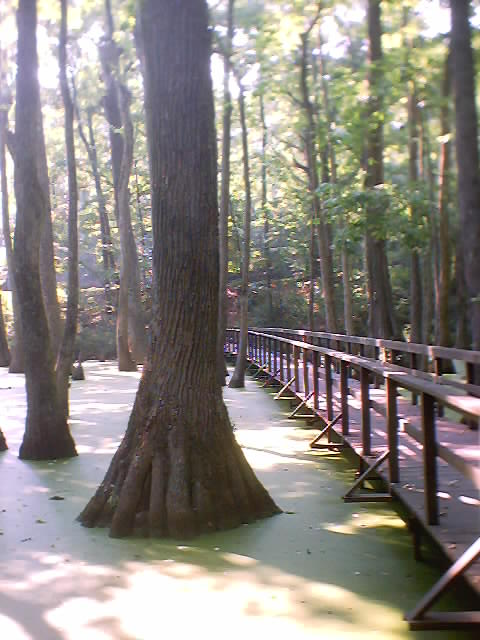
مرداب سیپرس (سرو)
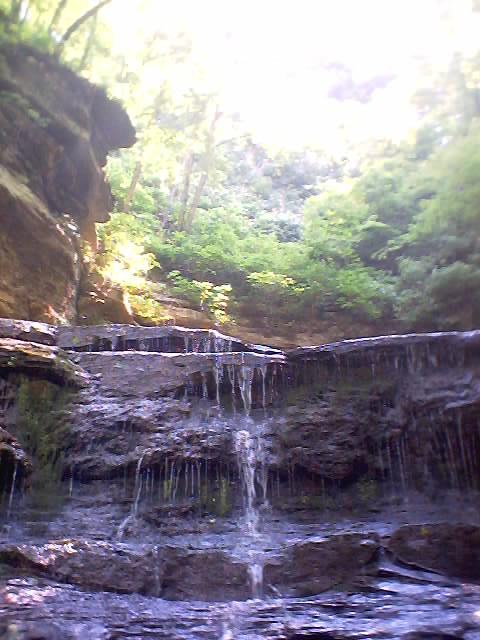
منظره آبشار
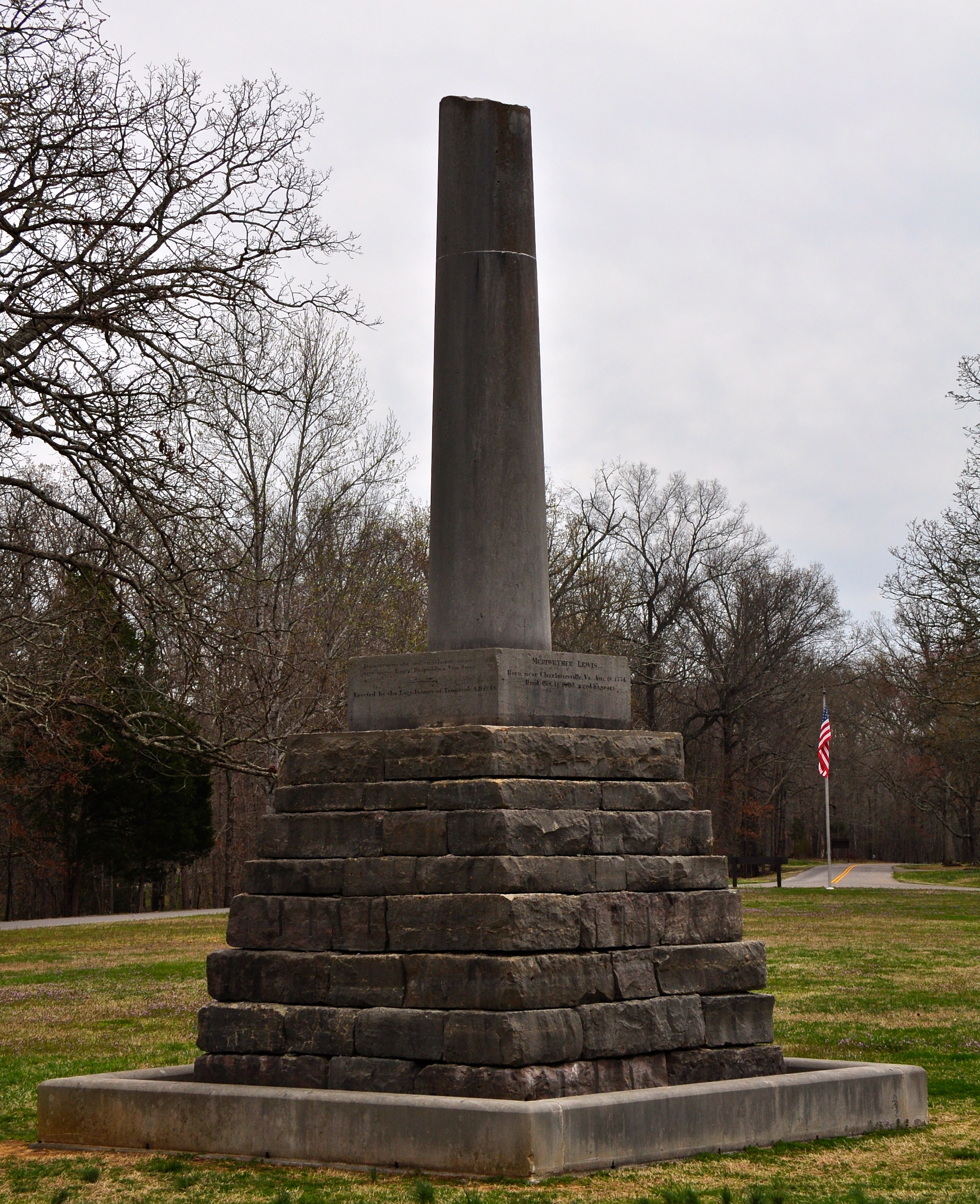
بنای یادبود ملی و محل دفن مری‌وثر لوئیس
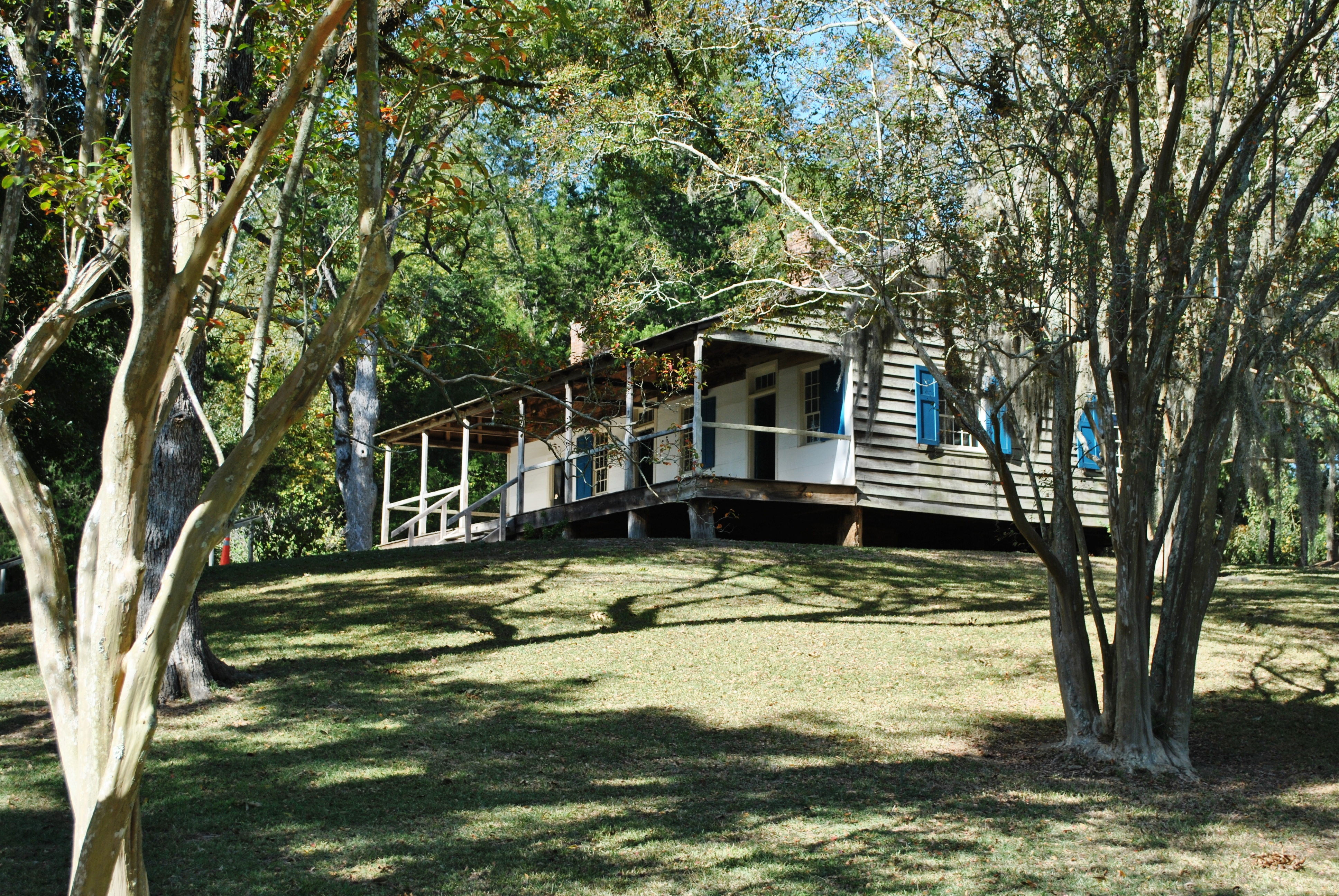
کوه لوکاست